# Dévényújfalu
Dévényújfalu (szlovákul Devínska Nová Ves, németül Theben-Neudorf, horvátul Devinsko Novo Selo) Pozsony városrésze, korábban falu Szlovákiában, a Pozsonyi kerületben, a Pozsonyi IV. járásban.

## Fekvése

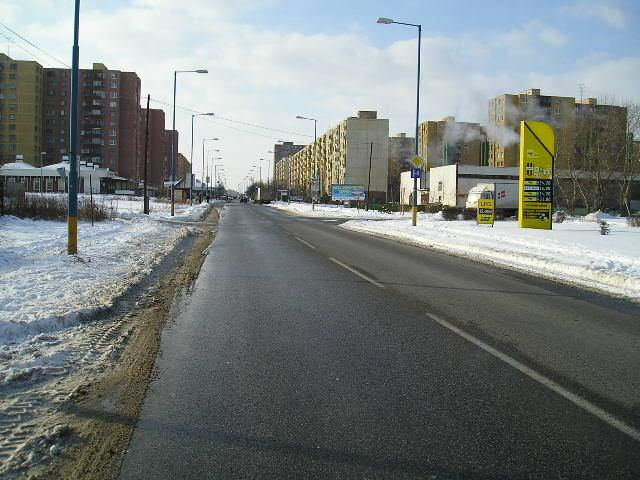
A város lakótelepe

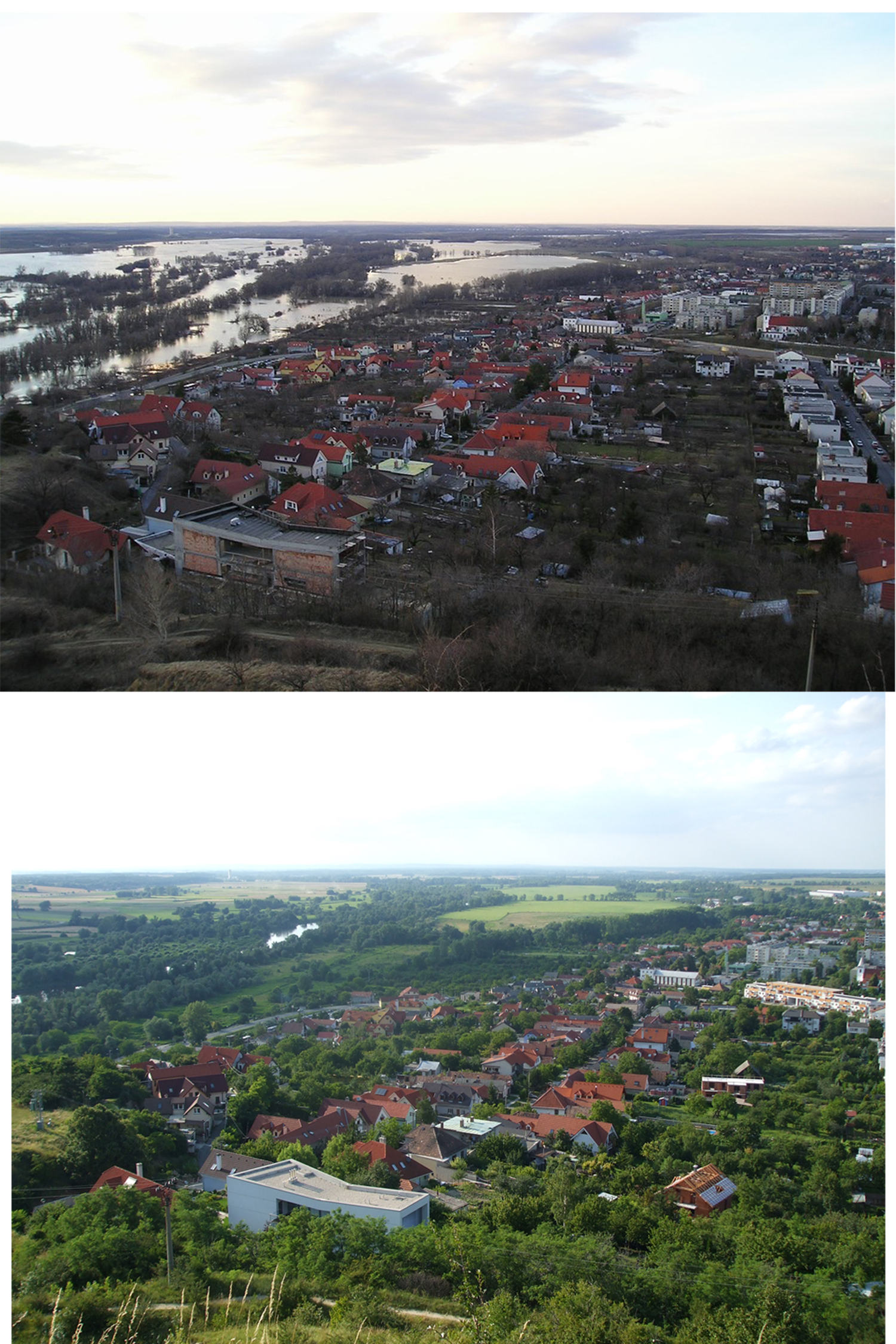
A kiáradt Morva 2006 januárjában és szelíden 2008 júliusában

Pozsony központjától 10 km-re északnyugatra, a Morva folyó bal partján fekszik. Építés alatt van az Alsó-Ausztriában 4 km-re fekvő Schloss Hof kastély és a 12 km-re lévő Engelhartstetten település felé  menő kerékpárút, továbbá a Morva feletti kerékpáros híd.

## Története
A falu helyén már az újkőkorszakban és késő bronzkorban is település volt, a kataszterében az 1920-as években avar kori temetőt is feltártak, majd a 9. században szláv törzsek telepedtek itt le.
A mai települést 1451-ben említik először, Dévény várának szolgálófaluja volt. A 16. században a török elől menekülő horvátok érkeztek, ezért sokáig Horvátújfalunak is nevezték. Ekkor részben a pozsonyi jezsuiták, részben a máriavölgyi pálosok birtoka. 1635-től a Pálffy család tulajdona lett, akik 1945-ig voltak a falu földesurai. 1848 késő őszén Kosztolányi Mór dandárja lerombolta a falu hídját.
Vályi András szerint „DIVIN ÚJFALU. Horvát falu Poson Vármegyében, földes Ura Gróf Pálfy Uraság, lakosai katolikusok, fekszik Khobl hegyéhez, és Morava vizéhez közel, határja jó gabonát terem, ’s árpát is, réttyei hasznosak, bora is van, piatza Posonban, fája elég, második Osztálybéli.”
Fényes Elek szerint „Ujfalu (Dévén), (Theben-Neudorf), (Nova-Vesz), Poson m. tót falu, a cs. kir. Schlosshof mulató kastélyhoz vezető utban, a Morva mellett. Van kath. paroch. temploma, 1188 kath. lak., harminczad hivatala. A magas Kobel hegynek északi oldali határában esik, s benne is mint Hidegkút felé sok kővé vált tengeri csigákat találhatni. F. u. h. Pálffy. Ut. post. Poson.”
A trianoni békeszerződésig Pozsony vármegye Pozsonyi járásához tartozott. 1972. január 1. óta Pozsony város része. Ekkor kezdődött a városrész keleti felén a lakótelep építése.
1971-ben hozták létre a település északi részén a Pozsonyi Autógyárat (BAZ). 1991-ben a Volkswagen a BAZ-al közösen létrehozta a Volkswagen Bratislava autógyártó vállalatot. 1994-ben a BAZ meglévő részesedését is megvásárolta a Volksvwagen és létrejött a Volkswagen Slovakia. Kezdetben a 3. generációs VW Passatot, majd később a WV Golfot, és2010 májusáig Škoda Octaviát gyártottak, majd ezt követően a Volkswagen Touareg hibrid változata. Az éves gyártási kapacitás 200 ezer autóról a 2011-es bővítést követően 400 000-re nő.
2010. augusztus 30-án egy lakótelepi tömbben történt mészárlás irányította a településre a figyelmet. A lövöldözésnek 8 áldozata és 13 sebesültje volt. Az áldozatok emlékére 2010. szeptember 2-án országos gyásznapot tartottak Szlovákiában.

## Népessége
1910-ben 2817 lakosából 1164 horvát, 917 szlovák, 365 magyar, 201 német, 2 rutén, 1 román és 167 egyéb nemzetiségű volt.
2001-ben 15 502 lakosából 14 486 szlovák, 369 magyar, 264 cseh volt.
A 2011-es népszámlálás szerint a városrész 15 612 lakosából 14 448 szlovák, 293 magyar, 218 cseh volt.

## Nevezetességei
- A Szentlélek tiszteletére szentelt római katolikus temploma a 16. század elején épült, főoltára 18. századi.
- A Morva folyó kedvelt horgászterület
- A Pozsonyi Autógyár

## Kultúra
A szlovákiai horvátlakta falvak egyike. 2001-ben 46, 2011-ben már 67 fő. Kulturális egyesületük az FS Črip.